# Batalla de Issos (194)
La batalla de Issos fue un enfrentamiento militar librado en el año 194 en la localidad homónima, ubicada en la frontera entre Cilicia y Siria. Fue un punto clave de la guerra civil del Imperio romano conocida como el Año de los cinco emperadores. En esta batalla se enfrentaron las fuerzas leales a los pretendientes Lucio Septimio Severo y Cayo Pescenio Níger, acabando con una completa victoria del primero.

## Antecedentes
El 31 de diciembre de 192 el chambelán Ecleto, el prefecto del pretorio Quinto Emilio Leto y la concubina imperial Marcia administraron carne envenenada al emperador Lucio Aurelio Cómodo Antonino durante la cena. Sin embargo, el uso excesivo de vinos y baños por Cómodo lo llevó a vomitar y no sucumbir. Sospechando el intento de magnicidio, el monarca realizó algunas amenazas y se retiró a bañarse. Los conspiradores enviaron al gladiador Narciso para estrangularlo. Su muerte significó el fin de su dinastía y el comienzo de una sangrienta guerra civil.
Aprovechando que todavía no se había hecho pública la noticia del fallecimiento de Cómodo, los conspiradores fueron a visitar al prefecto de la Ciudad, Publio Helvio Pertinax, convenciéndolo de asumir el trono. Pertinax fue al campamento de la guardia pretoriana y ofreció 12 000 sestercios por su apoyo, consiguiendo ser proclamado. Además, anunció que Cómodo murió de muerte natural, pues los soldados temían que su lealtad estaba poniéndose a prueba. Al día siguiente, 1 de enero de 193, el Senado y el pueblo declararon a Pertinax emperador y declararon a Cómodo enemigo público.
El nuevo monarca designó a su suegro, Tito Flavio Sulpiciano, nuevo prefecto de la Ciudad y ordenó mejorar la disciplina de los pretorianos, que de inmediato empezaron a conspirar contra él. También se ganó la antipatía de Leto, quien convenció a los pretorianos de amotinarse. Entrando sorpresivamente 200 de ellos en el palacio imperial el 28 de marzo, donde muchos siervos que odiaban el duro trato de Pertinax les dieron ánimos. El emperador no se enteró hasta que su esposa llegó gritando cuando pasaba revista a sus esclavos. Primero envió a Leto a negociar con ellos, pero este fingió desmayarse en el pórtico y salió secretamente del palacio. Cuando ingresaron en la parte interior del palacio resolvió encararlos solo, esperando convencerlos con su presencia y un discurso, a pesar de que tenía cerca a los leales equites singulares Augusti. Al verlo, inicialmente los pretorianos se calmaron excepto uno llamado Tausio que lo atacó en el pecho con una lanza, rompiendo el “encantamiento” y siendo seguido por sus compañeros, el emperador oró a Júpiter y se cubrió con su toga la cara para luego morir apuñalado. Así, Pertinax perdió su cabeza y Ecleto murió intentando defenderlo, hiriendo a dos amotinados. Tras conocerse lo sucedido, Sulpiciano intento comprar a los pretorianos para sucederlo en el trono pero Marco Didio Severo Juliano ofreció más dinero; además, los soldados temían que Sulpiciano intentara vengar a su yerno.

## Guerra civil

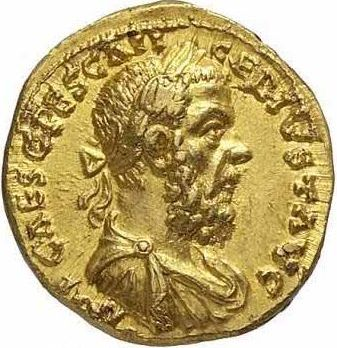
Moneda con la efigie de Níger.

Sin embargo, en las semanas siguientes tres gobernadores de provincias (Lucio Septimio Severo en Panonia e Ilírico, Cayo Pescenio Níger en Siria y Décimo Clodio Ceionio Septimio Albino en Britania), cada uno al mando de tres legiones y muchas unidades auxiliares, se rebelaron. Por coincidencia, las fronteras danubianas, renanas y partas eran las que concentraban el mayor número de soldados, cada una con decenas de miles. Al parecer, Níger se sublevó primero por petición popular y Didio no temía a las tropas de Britania y Panonia así que envió a un centurión para matar a Níger, pues temía al ejército sirio. Esto produjo la rebelión de Severo, de quien no había sospechado nada y respondió declarándolo enemigo público.
Severo envió una carta a Albino reconociéndolo como césar, se hizo del control de los Balcanes, con la excepción de Bizancio, y marchó sobre Roma. Al enterarse, Didio mandó construir un baluarte en los suburbios, fortificó la ciudad hasta hacerla parecer un campamento militar y reuniendo un ejército de hombres, caballos y elefantes. Sin embargo, los pretorianos se mostraron inútiles tras años de permitirse la indisciplina en sus unidades, los marineros de Miseno no sabían luchar en tierra y los paquidermos no permitieron que les pusieran torres para la batalla.
El emperador mandó ejecutar a Leto, Marcia y todos los involucrados en el asesinato de Cómodo para reconciliarse con su rival. Entre tanto, Severo tomaba Rávena sin luchar y entraba en Italia. Los pretorianos, por cartas de Severo, se convencieron de que si arrestaban a los asesinos de Pertinax serían perdonados y eso hicieron. Cuando Didio les mandó defender un tramo del muro de Roma simplemente salieron de la urbe a reunirse con el enemigo. Finalmente, cerca de llegar a su destino, Severo convocó a los pretorianos a las afueras de la ciudad. Estos salieron y fueron rodeados. El pretendiente les quitó las armas y caballos y los desterró de la ciudad, no sin antes ejecutar a los asesinos de Pertinax. Estos simplemente se dispersaron. Luego Severo entró en Roma con todo su ejército el 1 de junio. La encontró adornada de guirnaldas de flores y laureles, antorchas encendidas, incienso quemado y ricas de telas multicolores.
Didio reunió al Senado y les pidió nombrar al pretendiente su cogobernante. Una fuente dice que los patricios decidieron nombrar a Severo único emperador y ordenar la ejecución del monarca en cargo. Otra que los senadores aceptaron pero el pueblo y Severo no confiaron en la palabra del emperador, sospechando que intentaría matarlo, el conquistador anunció que prefería ser enemigo de Didio que su cogobernante. Rápidamente el emperador quedó solo, y el Senado le quitó sus poderes. Finalmente, los senadores enviaron una delegación que convenció a un soldado común de asesinarlo cuando rogaba piedad al conquistador. Didio, al momento de morir, dijo: «Pero, ¿qué he hecho mal?¿A quién he matado?». El conquistador mandó erigir un santuario a Pertinax y mencionar su nombre al final de cada oración o juramento. Luego organizó un funeral digno, donde leyó un discurso elogiando a su predecesor, siendo aclamado por la multitud. Finalmente, Pertinax tuvo su apoteosis. Severo también arrojó a las fieras a Narciso, aunque sólo después de hacerle confesar su magnicidio.
Tras esto, Severo demostró su inteligencia. Sabedor que una vez muerto Didio la guerra entre él, Clodio y Níger era inevitable, decidió comprar tiempo prometiéndole al exgobernador de Britania co-reinar. Luego se enfocó en Níger, en quien no aguardaba ninguna posibilidad de pacto. Incluso envió al prefecto del pretorio, Cayo Fulvio Plauciano, a capturar a la familia de Níger, lo que consiguió. Severo tenía el apoyo de las legiones del Rin y el Danubio, en tanto que Níger había sumado a sus legiones sirias las acantonadas en Judea, Asia, Egipto y Bitinia y Ponto, llegando a acuñarse monedas con su efigie en las ciudades de Nicomedia y Germanicópolis.

## Campaña
Las operaciones comenzaron en la primavera del 193. Severo concentró a su ejército en Iliria junto a un importante contingente naval y empezó a marchar al Oriente ante el nerviosismo de Níger. Mientras, tras asegurar la lealtad de las provincias asiáticas, los ejércitos de Níger ocuparon Bizancio dirigidos por el general Aselio Emiliano, procónsul de Asia. Era una ciudad próspera y cuyo control permitía controlar el cruce entre Asia y Europa. Níger tenía el apoyo popular de los ciudadanos de Antioquía, especialmente su juventud. Necesitaba tomar la iniciativa porque Severo contaba con una amplia ventaja numérica.
Entre tanto, las legiones de Panonia y Mesia comandadas por los generales Tiberio Claudio Candido y Mario Máximo respectivamente, atravesaron Tracia para defender la causa de Severo. Al mismo tiempo, Níger ordenaba a sus gobernadores orientales vigilar sus fronteras, ya que la mayoría de sus soldados provenían de las guarniciones de aquellas áreas, y solicitaba ayuda a los reyes de Partia (Vologases V), Armenia (Cosroes I) y Hatra (Barsemio). El primero se limitó a ordenar a sus vasallos reunir tropas y enviarlas en ayuda del romano, el segundo se proclamó neutral pero que lucharía contra Severo si éste invadía su país y el tercero le aportó un contingente de arqueros.
Severo envió tropas a África para asegurar su control e impedir que Roma pasara hambre. La orden era seguir a Cirenaica y Egipto, aunque el viaje por tierra o mar no fuera fácil. Entre tanto, Níger marchó a Bizancio y luego a Perinto, pero lo que vio como augurios desfavorables lo convencieron de volver sobre sus pasos. Sin embargo, antes de retirarse logró derrotar un contingente de leales a Severo mandados por Lucio Fabio Cilón que estaba operando en Tracia y así consiguió hacerse con Acaya, Tracia y Macedonia asesinando a numerosos nobles opositores; mientras tanto Severo seguía marchando desde Roma y Níger le propuso compartir el Imperio pero fue rechazado, y, además, al saber de la ejecuciones, su rival le declaró enemigo público a él y su general.
Su rival occidental le propuso marcharse al exilio si se rendía pero se negó; el mismo ofrecimiento no se extendió a Emiliano, gobernador de Asia. Dándose cuenta de las fuertes defensas de Bizancio, Severo decidió marchar a Cícico. En otoño del 193, Emiliano fue vencido y muerto en Cícico por el general Candido, al parecer capturado tras la batalla y ejecutado. Su ejército fue masacrado y los sobrevivientes se dispersaron por Armenia, Galacia y Asia, esperando llegar a las fortalezas de los montes Tauro mientras los vencedores entraban en Bitinia. Hay quien dice que la causa de Níger estaba condenada desde el principio porque su general, Emiliano, estaba celoso de que él fuera proclamado emperador, en cambio, otros dicen que conspiró porque sus hijos estaban en Roma como prisioneros de Severo. Cómodo había utilizado la práctica de mantener en la capital a los hijos de los gobernadores provinciales a modo de garantes de la conducta de sus padres y los niños estaban ahí cuando llegó al poder Severo.
Entre tanto, Níger libraba una batalla contra Máximo, gobernador de Mesia Inferior e historiador, frente a Bizancio. Este último tenía una legión a su mando y la misión de hacerse con Grecia y Tracia. Un poco más tarde, en diciembre, ambos bandos se volvieron a encontrar cerca de Nicea. Los habitantes de aquella ciudad se había proclamado leales a Níger, mientras que los de la vecina Nicomedia por Severo, dándose varios días de escaramuzas antes de la batalla. Nuevamente la victoria fue para las fuerzas de Severo. Los supervivientes del ejército vencido huyeron a los montes Tauro y Níger mismo fue a Antioquía a reunir más tropas y dinero. Las fuerzas occidentales procedieron a ocupar Galacia y Bitinia para seguir con el asedio de Capadocia, donde encontraron poderosas torres defensivas bloqueando el camino. Apoyándose en los acantilados y montañas, pequeños contingentes de soldados retrasaban a un gran ejército. Finalmente, Severo y sus hombres llegaron a los Tauro, donde una gran fortaleza les bloqueaba el paso. Procedieron a asediarla pero llegó el duro invierno de la región y cuando estaban a punto de retirarse, la lluvia erosionó la base de los muros, que cayeron. Al darse cuenta, la guarnición huyó y el camino a Cilicia quedó libre para las tropas occidentales, que veían en esto el favor divino.
Otro golpe se produjo cuando Egipto, rica y populosa provincia, se pronunció a favor de Severo el 13 de febrero del 194. Para entonces, el poder de Níger se empezaba a hacer pedazos. Los habitantes de Laodicea y Tiro se rebelaron proclamándose leales a Severo, ya que vieron a Níger débil. Níger, que estaba en Antioquía, no dudó en enviar una fuerza de mauritanos a castigarlos. Hasta entonces siempre muy moderado, permitió el saqueo y quema de ambas ciudades y la matanza de sus habitantes; Laodicea cayó rápido tras un asalto sorpresa mientras que Tiro presentó más resistencia. Muchas ciudades palestinas empezaron a proclamarse a favor de Severo, lo que tuvo como consecuencia a largo plazo el renacer de olvidados conflictos entre las villas de la región. Enterado del desastre, Níger reunió un ejército muy entusiasmado pero compuesto principalmente por reclutas sin experiencia, a diferencia de los veteranos occidentales.

## Fuerzas en combate
Severo tenía de su lado las legiones romanas del Danubio y el Rin, unas 16 en total (I Adiutrix, I Italica, I Minervia, II Adiutrix, II Italica, III Italica, IV Flavia Felix, V Macedonica, VII Claudia, VIII Augusta, X Gemina, XI Claudia, XIII Gemina, XIV Gemina, XXII Primigenia y XXX Ulpia Victrix).
En cambio, Níger sólo contaba con tres en Siria (III Gallica, IV Scythica y XVI Flavia Firma), dos en Arabia Petrea (III Cyrenaica y X Fretensis), una en Melitene (XII Fulminata) y otra en Bitinia y Ponto (XV Apollinaris). El pretendiente confiaba en seguir los pasos de Vespasiano y conseguir el trono con el apoyo de las fuerzas orientales. Estas unidades estaban acostumbradas a feroces guerras con los partos, pero eran mucho menos frecuentes que los conflictos con las tribus germanas (la última había sido a comienzos del reinado de Marco Aurelio), por lo que tenían un nivel de experiencia y moral muy bajo. Por eso, la otra legión en Arabia, la VI Ferrata, se pronunció por Severo, siguiendo el ejemplo de Egipto y su legión, la II Traiana.
Se ha afirmado de la expedición de Severo a Oriente que sus fuerzas eran menores que las de su rival, de ahí que algunos crean que en Issos se enfrentaron 30 000 a 40 000 soldados occidentales contra 40 000 a 50 000 orientales.

## Batalla
Finalmente, el encuentro final se produjo en mayo del 194. Los generales Publio Cornelio Anulino y Valerio Valeriano comandaban el ejército de Severo, mientras Níger dirigía personalmente a sus legiones. Este último eligió el terreno de la batalla, en el estrecho paso conocido como las Puertas Cilicias, con las montañas cubiertas por un bosque impenetrable por un lado y acantilados que llevan al mar por el otro. En ese lugar, cinco siglos antes, Alejandro Magno había vencido a Dario III y dicho evento era recordado por un monumento y una estatua de bronce que estaban en una ciudad llamada Alejandría y que estaba sobre una colina cercana.
Níger construyó su campamento fortificado sobre una colina y dispuso a sus soldados enfrente, con los legionarios adelante, detrás infantes ligeros armados con jabalinas y hondas y una retaguardia compuesta de arqueros. Al final estaba el bagaje del ejército, bloqueando la ruta de retirada para desanimar la huida. Su plan era que, mientras su infantería pesada luchaba de frente con el enemigo, una lluvia de proyectiles caería sobre las tropas de su rival. Por su parte, Anulino colocó a la infantería pesada al frente y la ligera detrás para que cuando los legionarios avanzaran sobre la colina, sus auxiliares les dieran fuego de cobertura. Mandó a la caballería, dirigida por Valeriano, introducirse por los senderos del bosque y caer por la retaguardia de Níger. La noche anterior al combate ambos ejércitos estuvieron ansiosos, con los soldados sin poder dormir, pero al amanecer siguieron las órdenes de sus oficiales y lucharon salvajemente.
Cuando ordenó el ataque, Anulino mandó a sus hombres formar un testudo, produciéndose una batalla por largo rato indecisa hasta que las fuerzas de Níger se impusieron por su superioridad numérica y posición elevada. El campo estaba cubierto de sangre que fluía al mar y la matanza era increíble. Parecía que las legiones asiáticas iban a ganar cuando el cielo despejado se nubló y se inició un tormenta poderosa con lluvia, truenos y vientos que les llegaban de frente a los aparentes vencedores, confundiéndolos, mientras que a los partidarios de Severo les daban en la espalda. Entonces las legiones del Danubio cargaron nuevamente sobre el aterrado enemigo, confiadas en tener el favor divino. Los soldados de Níger empezaron a retirarse cuando les cayó desde atrás la caballería de Valeriano, a la cual enfrentaron. Esto fue aprovechado por Anulino para atacarlos nuevamente desde el frente hasta que rompieron filas y se dispersaron buscando una ruta de escape. Algunos de los orientales trataron de huir arrojándose al mar, los más huyeron a los montes donde fueron cazados sin piedad por los jinetes enemigos, que también atacaron a numerosos campesinos locales que habían estado observando la batalla.

## Consecuencias
Severo estaba en Panonia cuando un sacerdote le anunció portentos que indicaban la victoria de su ejército.
Mientras sus enemigos entraban a Antioquía, Níger intentó huir al Éufrates para refugiarse en el Imperio parto, pero fue capturado y decapitado. Su cabeza se envió a Bizancio para animar a sus habitantes a rendirse. Otra fuente dice que fue herido durante la fuga y capturado, pero al ser presentado ante su rival ya había expirado. Otra que logró huir en un buen caballo con unos pocos compañeros, pero dejando atrás a su familia. Llegó a Antioquía, pero fue asesinado por la caballería enemiga a las afueras de la ciudad. Severo recompensó o castigo a ciudadanos y ciudades según el bando que tomaron en la guerra. De la aristocracia senatorial no ejecutó a nadie, pero a muchos les quitó casi todas sus posesiones y los desterró a islas distantes. Los ciudadanos de Antioquía perdieron sus privilegios y los de Neópolis sus derechos cívicos. Los legados y tribunos del ejército derrotado fueron ejecutados.
La esposa e hijos del vencido fueron ejecutados, su familia arruinada, sus propiedades confiscadas y su cabeza expuesta en Roma. Esto se produjo después de comenzar la guerra con Albino, pues inicialmente había resuelto exiliarlos. A partir de entonces se volvió más despiadado y ejecutó a muchos senadores. Bizancio permaneció leal a Níger hasta su capitulación, a finales del 195, siendo ejecutados todos sus magistrados y soldados. El vencedor no dudó en ejecutar también a los amigos del vencido pero cuando muchos soldados vencidos huyeron al este del Tigris, les prometió el perdón, aunque la mayoría prefirió permanecer en tierra extranjera. Estos les enseñaron a los partos tácticas y la fabricación de armas romanas, que empezaron a combatir de forma más efectiva contra el Imperio, ya no sólo con arqueros a caballo.
Paralelo al asedio de Bizancio, procedió a lanzar una campaña contra los reinos de Osroena, Adiabene y Partia y las tribus árabes por apoyar a Níger. Los dos primeros países habían puesto asedio a Nísibis, pero Severo los venció, así que enviaron embajadores pidiendo perdón afirmando que lo hicieron porque querían destruir a la guarnición leal a Níger. También enviaron regalos, pero se negaron a devolver las fortalezas tomadas, recibir nuevas guarniciones y exigieron la retirada de los legionarios todavía presentes en sus fronteras. Esto llevó a la guerra, ya que Severo cruzó el Éufrates para invadir territorio enemigo, estando a punto se perder muchos soldados por la sed y el calor. Llegó a Nísibis y desde ahí envió a sus generales Candido, Tito Sextio Magio Laterano y Julio Leto en distintas direcciones para arrasar el territorio y saquear las ciudades. Los árabes se vieron sin ayuda y pronto pidieron nuevamente la paz, lo que fue rechazado.
Durante una tormenta los partos atacaron a la fuerza romana, pero un rayo cayó y mató a tres de sus jefes, deteniendo su carga. Después el emperador organizó tres divisiones al mando de sus lugartenientes Leto, Anulino y Probo, este último también su yerno y a quien le ofreció primero ser prefecto de la Ciudad, contra un tal Arche, posiblemente un reyezuelo de Hatra. Luego mejoró las defensas de Nísibis y la dejó a cargo de un caballero para que sirviera de baluarte contra cualquier ataque a Siria. Así, estos pueblos volvieron a la alianza con el Imperio. Pocos años después, Severo crearía tres legiones (I, II y III Parthicas) usando como núcleo parte de las legiones vencidas y así atacar a los partos y guarnecer sus conquistas.
Ahora podía volver victorioso a Roma, pues seguía en los Balcanes, el Senado le otorgó el derecho a un triunfo y los cognomen ex virtute de Arabicus, Adiabenicus y Parthicus. Sin embargo, rechazó celebrar un triunfo conseguido en una guerra civil y el título de Parthicus para no provocar a los partos. Fue entonces que comenzó la guerra contra Albino.

### Clásicas
- Dion Casio. Historia romana. Libros 73, 74 y 75. Digitalizado por UChicago. Basado en el volumen IX de edición de Loeb Classical Library, traducción griego antiguo-inglés por Earnest Cary, 1927.
- Herodiano. Historia del Imperio romano. Libro 3. Digitalizado por Tertullian. Basado en traducción griego antiguo-inglés por Edward C. Echols, Berkeley: University of California Press, 1961.
- Historia Augusta (HA). 
  - La vida de Cómodo. Digitalizado en UChicago. Basado en traducción latín-inglés por David Magie, 1921, Cambridge: Harvard University Press, Volumen I de Loeb Classical Library.
  - La vida de Pertinax. Digitalizado en UChicago. Basado en traducción latín-inglés por David Magie, 1921, Cambridge: Harvard University Press, Volumen I de Loeb Classical Library.
  - La vida de Didio Juliano. Digitalizado en UChicago. Basado en traducción latín-inglés por David Magie, 1921, Cambridge: Harvard University Press, Volumen I de Loeb Classical Library.
  - La vida de Pescenio Níger. Digitalizado en UChicago. Basado en traducción latín-inglés por David Magie, 1921, Cambridge: Harvard University Press, Volumen I de Loeb Classical Library.
  - La vida de Septimio Severo. Digitalizado en UChicago. Basado en traducción latín-inglés por David Magie, 1921, Cambridge: Harvard University Press, Volumen I de Loeb Classical Library.

### Historiografía
- Barker, Phil (2016). Armies and Enemies of Imperial Rome. Lulu.com, ilustrado de Ian Heath. ISBN 9781326541095.
- Bowman, Alan K. (2005). The Cambridge Ancient History: The Crisis of Empire, A.D. 193-337. Cambridge University Press. En inglés.
- Gazda, Daniel (2008). Wojny domowe w Imperium Rzymskim. Varsovia: Bellona. En polaco. ISBN 9788311113251.
- Gitler, Haim & Matthew Ponting (2003). The Silver Coinage of Septimius Severus and His Family (193-211 A.D.). A Study of the Chemical Composition of the Roman and Eastern Issues. Ed. Ennerre. ISBN 9788887235333.
- Levine, Lee I. (1975). Caesarea Under Roman Rule. Leiden: Brill Archive. ISBN 9789004040137.
- Mackay, Christopher S. (2004). Ancient Rome: A Military and Political History. Cambridge University Press. ISBN 9780521809184.
- Magie, David (2015). Roman Rule in Asia Minor: To the End of the Third Century After Christ. Tomo I. Princeton University Press. En inglés. ISBN 9781400849796.
- Mennen, Inge (2011). Power and Status in the Roman Empire, AD 193-284. BRILL. ISBN 9789004203594.
- Potter, David Stone (2004). The Roman Empire at Bay, AD 180-395. Routledge. ISBN 9780415100588.
- Southern, Pat (2001). The Roman Empire from Severus to Constantine. Routledge. ISBN 9781134553808.

- Datos: Q2170603